# Off course Best 愛を止めないで
『Off course Best 愛を止めないで』は、1992年12月16日に発売されたオフコース通算30作目の非監修ベスト・アルバム。

## 解説
レコード会社主導によるベスト・アルバム。
「僕の贈りもの」はアルバム『僕の贈りもの』収録のアルバム・ヴァージョン、「Yes-No」はアルバム『We are』収録のアルバム・ヴァージョン、「I LOVE YOU」、「YES-YES-YES」はアルバム『I LOVE YOU』収録のアルバム・ヴァージョンで、それぞれ収録されている。
非公認作品の為、現在は廃盤となっている。

## アートワーク、パッケージ
CDの帯には以下のキャッチコピーが記載されている。

## 収録曲
| 全作詞・作曲: 小田和正、全編曲: オフコース (#8以外)、オフコース、重実博、矢沢透 (#8) ストリングス編曲：小田和正 (#11)、フリューゲルホルン：富樫要 (#12)。 |                          |          |            |      |
| # | タイトル                 | 作詞     | 作曲・編曲 | 時間 |
| 1. | 「愛を止めないで」       | 小田和正 | 小田和正   | 3:52 |
| 2. | 「ワインの匂い」         | 小田和正 | 小田和正   | 3:13 |
| 3. | 「こころは気紛れ」       | 小田和正 | 小田和正   | 3:51 |
| 4. | 「眠れぬ夜」             | 小田和正 | 小田和正   | 3:15 |
| 5. | 「やさしさにさようなら」 | 小田和正 | 小田和正   | 3:58 |
| 6. | 「I LOVE YOU」           | 小田和正 | 小田和正   | 5:36 |
| 7. | 「きかせて」             | 小田和正 | 小田和正   | 4:32 |
| 8. | 「僕の贈りもの」         | 小田和正 | 小田和正   | 3:18 |
| 9. | 「あなたのすべて」       | 小田和正 | 小田和正   | 3:52 |
| 10. | 「YES-YES-YES」          | 小田和正 | 小田和正   | 3:49 |
| 11. | 「言葉にできない」       | 小田和正 | 小田和正   | 6:23 |
| 12. | 「Yes-No」               | 小田和正 | 小田和正   | 4:33 |